# Botics
Botics is een computerspel dat werd ontwikkeld en uitgegeven door Krisalis Software. Het spel kwam in 1990 uit voor de Atari ST en Commodore Amiga. Botics is een Pong-variant in de toekomst. Het speelveld wordt qua perspectief in de derde persoon op een isometrisch manier weergegeven. De speler moet een bepaalt aantal keer scoren om de match te winnen. Het spel is Engelstalig.

## Ontvangst
| Beoordeeld door | Platform | Datum        | Score |
| --------------- | -------- | ------------ | ----- |
| Power Play      | Amiga    | januari 1991 | 31%   |
| Power Play      | Atari ST | januari 1991 | 31%   |